# Task Force 61
La Task Force 61 ou TF 61 a été une task force de la United States Navy pendant les Campagnes du Pacifique de la Seconde Guerre mondiale.
La TF 61 a été constituée par la réunion de la TF 11, la TF 16 et la TF 18. La TF 61 combattit dans la Bataille des Salomon orientales en août 1942. Elle ne fut ensuite plus jamais réunie.